# مستجذرة ترابية
مستجذرة ترابية (الاسم العلمي: Rhizobium soli) هي نوع من البكتيريا يتبع جنس المستجذرة من فصيلة المستجذرات، تتواجد بشكل تعايشي مع نباتات الفصيلة البقولية وتقوم بتثبيت النيتروجين الجوي وتزويده للنبات مقابل الحصول على الكربوهيدرات كمصدر لبقائها ونشاطها.